# Filip Raičević
Filip Raičević (in serbo Филип Раичевић?; Podgorica, 2 luglio 1993) è un calciatore montenegrino, attaccante del Bassano.

## Caratteristiche tecniche
Raičević è un centravanti di peso, efficace nel gioco aereo. In grado di reggere da solo il peso dell'attacco, predilige difendere la sfera con il fisico in modo da favorire gli inserimenti dei compagni.

## Carriera

### Club
Dai settori giovanili sino al 2013 gioca in club balcanici, prima con il Partizan e poi all'OFK Petrovac di Castellastua. Arriva in Italia in quell'anno, quando si allena con il Carpi, la quale società però non riesce a tesserarlo, ragione per cui inizia la stagione 2013-2014 a Montagnée, frazione di Saint-Nicolas in Belgio, il cui club giocava nei campionati provinciali belgi, prima di fallire quello stesso anno. Conclude la stagione con 25 reti in 30 partite.
Prima del fallimento a luglio 2014 Filip viene ceduto alla Lucchese in Lega Pro, dove diventa l'attaccante titolare della squadra, collezionando 33 presenze e segnando altri 13 gol.
Il 22 luglio 2015 viene acquistato dal Vicenza per 950.000 euro, in Serie B, firmando un contratto triennale. Segna la sua prima rete alla 3ª giornata, in Vicenza-Como 3-3, mentre alla 1ª di ritorno Vicenza-Modena subentra al 73º col Modena in vantaggio, segnando la doppietta della vittoria. Nel corso della stagione si dimostra essere la rivelazione della squadra e del campionato, segnando 10 reti in 19 partite nel girone d'andata, ricevendo ingenti offerte durante il mercato invernale, le più significative 1 milione di euro dalla Juventus e 2 milioni dal Napoli, ma l'attaccante resta al Vicenza. A seguito delle positive prestazioni viene convocato per la prima volta in nazionale maggiore. Conclude la stagione con 20 reti in 40 partite.
La stagione successiva realizzerà 10 reti in 39 partite, con la squadra che retrocederà in Serie C.
Il 31 gennaio 2017 passa in prestito con obbligo di riscatto al Bari. Esordisce con i galletti il 4 febbraio contro il Vicenza, subentrando al 73' al posto di Floro Flores. Ad aprile subisce un infortunio in allenamento, che gli fa chiudere la stagione in anticipo. Il 31 agosto 2017 passa in prestito con diritto di riscatto alla Pro Vercelli. A Vercelli non riesce ad incidere, concludendo il campionato - terminato con la retrocessione in Serie C dei piemontesi - segnando 4 reti.
Tornato a Bari, il giocatore viene ceduto al Livorno per 500 000 euro secondo un accordo su base biennale con opzione per il terzo anno.
Segna il suo primo gol con i labronici nella sfida tra le mura amiche contro l'Ascoli, rete che varrà i tre punti ai toscani. Si ripeterà nella sfida contro il Palermo allo stadio Renzo Barbera, rete che chiuderà la partita sull'1-1. Il 24 febbraio 2019, contro il Venezia, segna un altro gol decisivo per la vittoria dei suoi. Va a segno per due partite di fila alla trentacinquesima e alla trentaseiesima giornata, rispettivamente contro il Palermo e poi contro il Verona nella sfida giocatasi allo stadio Bentegodi. Conclude il campionato di Serie B 2018-2019 con 5 marcature in 32 presenze e totalizza 17 presenze e una rete nella prima parte del campionato di Serie B 2019-2020.
Il 29 gennaio 2020 viene ceduto in prestito allo Śląsk Breslavia, con cui realizza un gol in 6 presenze.
Saltata la trattativa per la sua permanenza nel club polacco, il 2 ottobre 2020 passa in prestito con diritto di riscatto alla Ternana, in Serie C. Il 21 ottobre segna la sua prima rete con i rossoverdi, in occasione del successo per 3-1 in casa del Catania.. Mette a segno in totale 6 reti in 27 presenze, contribuendo alla promozione in serie B del club umbro.
Il 4 novembre 2021 firma per il Piacenza. Il 21 dello stesso mese segna la sua prima rete con gli emiliani, in occasione della sconfitta interna col Padova (1-3).
Nella stagione 2022-23 è un attaccante del Taranto ma si rompe il tendine di Achille saltando gran parte del campionato. 
Nell'ottobre 2023 ritorna in provincia di Vicenza firmando con il Bassano fino al 30 giugno 2024.

### Nazionale
Dopo aver giocato 3 gare nella nazionale giovanile, dove segna nelle qualificazioni per gli Europei Under-17 2010 nella partita Danimarca U17-Montenegro U17 8-1, viene convocato per le amichevoli preparative agli Europei 2016 Grecia-Montenegro e Montenegro-Bielorussia, esordendo contro la Grecia subentrando a Stefan Mugoša.

## Statistiche

### Presenze e reti nei club
Statistiche aggiornate al 4 maggio 2025.
| Stagione        | Squadra         | Campionato      | Campionato | Campionato | Coppe nazionali | Coppe nazionali | Coppe nazionali | Coppe continentali | Coppe continentali | Coppe continentali | Altre coppe | Altre coppe | Altre coppe | Totale | Totale |
| Stagione        | Squadra         | Comp            | Pres       | Reti       | Comp            | Pres            | Reti            | Comp               | Pres               | Reti               | Comp        | Pres        | Reti        | Pres   | Reti   |
| --------------- | --------------- | --------------- | ---------- | ---------- | --------------- | --------------- | --------------- | ------------------ | ------------------ | ------------------ | ----------- | ----------- | ----------- | ------ | ------ |
| gen.-giu. 2014  | Lucchese        | D               | 10+3       | 3          | CI-D            | -               | -               | -                  | -                  | -                  | -           | -           | -           | 13     | 3      |
| 2014-2015       | Lucchese        | LP              | 26         | 3          | CI-LP           | 0               | 0               | -                  | -                  | -                  | -           | -           | -           | 26     | 3      |
| Totale Lucchese | Totale Lucchese | Totale Lucchese | 36+3       | 6          |                 | 0               | 0               |                    | -                  | -                  |             | -           | -           | 39     | 6      |
| 2015-2016       | Vicenza         | B               | 34         | 10         | CI              | 3               | 0               | -                  | -                  | -                  | -           | -           | -           | 37     | 10     |
| 2016-gen. 2017  | Vicenza         | B               | 16         | 3          | CI              | 2               | 1               | -                  | -                  | -                  | -           | -           | -           | 18     | 4      |
| Totale Vicenza  | Totale Vicenza  | Totale Vicenza  | 50         | 13         |                 | 5               | 1               |                    | -                  | -                  |             | -           | -           | 55     | 14     |
| gen.-giu. 2017  | Bari            | B               | 8          | 0          | CI              | -               | -               | -                  | -                  | -                  | -           | -           | -           | 8      | 0      |
| 2017-2018       | Pro Vercelli    | B               | 34         | 4          | CI              | 0               | 0               | -                  | -                  | -                  | -           | -           | -           | 34     | 4      |
| 2018-2019       | Livorno         | B               | 32         | 5          | CI              | 0               | 0               | -                  | -                  | -                  | -           | -           | -           | 32     | 5      |
| 2019-gen. 2020  | Livorno         | B               | 17         | 1          | CI              | 1               | 0               | -                  | -                  | -                  | -           | -           | -           | 18     | 1      |
| Totale Livorno  | Totale Livorno  | Totale Livorno  | 49         | 6          |                 | 1               | 0               |                    | -                  | -                  |             | -           | -           | 50     | 6      |
| gen.-giu. 2020  | Śląsk Breslavia | EK              | 6          | 1          | CP              | -               | -               | -                  | -                  | -                  | -           | -           | -           | 6      | 1      |
| 2020-2021       | Ternana         | C               | 27         | 6          | CI              | 0               | 0               | -                  | -                  | -                  | SC-C        | 2           | 0           | 29     | 6      |
| nov. 2021-2022  | Piacenza        | C               | 19         | 1          | CI-C            | 1               | 0               | -                  | -                  | -                  | -           | -           | -           | 20     | 1      |
| 2022-2023       | Taranto         | C               | 5          | 0          | CI-C            | 1               | 0               | -                  | -                  | -                  | -           | -           | -           | 6      | 0      |
| 2023-2024       | Bassano         | D               | 16         | 4          | CI-D            | 0               | 0               | -                  | -                  | -                  | -           | -           | -           | 16     | 4      |
| 2024-2025       | Bassano         | D               | 32         | 7          | CI-D            | 1               | 1               | -                  | -                  | -                  | -           | -           | -           | 33     | 8      |
| Totale Bassano  | Totale Bassano  | Totale Bassano  | 48         | 11         |                 | 1               | 1               |                    | -                  | -                  |             | -           | -           | 25     | 12     |
| Totale carriera | Totale carriera | Totale carriera | 282+3      | 48         |                 | 9               | 2               |                    | -                  | -                  |             | 2           | 0           | 296    | 50     |

### Cronologia di presenze e reti in nazionale
| Cronologia completa delle presenze e delle reti in nazionale ― Montenegro | Cronologia completa delle presenze e delle reti in nazionale ― Montenegro | Cronologia completa delle presenze e delle reti in nazionale ― Montenegro | Cronologia completa delle presenze e delle reti in nazionale ― Montenegro | Cronologia completa delle presenze e delle reti in nazionale ― Montenegro | Cronologia completa delle presenze e delle reti in nazionale ― Montenegro | Cronologia completa delle presenze e delle reti in nazionale ― Montenegro | Cronologia completa delle presenze e delle reti in nazionale ― Montenegro |
| Data                                                                      | Città                                                                     | In casa                                                                   | Risultato                                                                 | Ospiti                                                                    | Competizione                                                              | Reti                                                                      | Note                                                                      |
| ------------------------------------------------------------------------- | ------------------------------------------------------------------------- | ------------------------------------------------------------------------- | ------------------------------------------------------------------------- | ------------------------------------------------------------------------- | ------------------------------------------------------------------------- | ------------------------------------------------------------------------- | ------------------------------------------------------------------------- |
| 24-3-2016                                                                 | Atene                                                                     | Grecia                                                                    | 2 – 1                                                                     | Montenegro                                                                | Amichevole                                                                | -                                                                         | 69’                                                                       |
| 29-3-2016                                                                 | Podgorica                                                                 | Montenegro                                                                | 0 – 0                                                                     | Bielorussia                                                               | Amichevole                                                                | -                                                                         | 56’                                                                       |
| 8-10-2016                                                                 | Podgorica                                                                 | Montenegro                                                                | 5 – 0                                                                     | Kazakistan                                                                | Qual. Mondiali 2018                                                       | -                                                                         | 76’                                                                       |
| Totale                                                                    |                                                                           | Presenze                                                                  | 3                                                                         |                                                                           | Reti                                                                      | 0                                                                         |                                                                           |

## Palmarès

### Club

#### Competizioni nazionali
- Serie D: 1

Lucchese: 2013-2014 (Girone D)
- Serie C: 1

Ternana: 2020-2021 (Girone C)
- Supercoppa di Serie C: 1

Ternana: 2021